# Trúng gió
Ở Việt Nam, tồn tại một quan niệm dân gian gọi là trúng gió, hay cảm, cảm gió, trúng phong được hiểu như là bị "gió" (hay "gió độc") nhập vào cơ thể, gây ra một hoặc nhiều triệu chứng như mỏi mệt, sốt, nhức đầu, buồn nôn, nôn, đau bụng, nhức mỏi tay chân v.v. Trong quan niệm dân gian, chỉ có bạc mới trị được gió.
Theo quan điểm y học hiện đại, các triệu chứng trên có thể tương ứng với nhiều bệnh, thường gặp nhất là nhiễm siêu vi (cúm, sốt xuất huyết), nhiễm trùng, ngộ độc v.v. Có khi những bệnh trầm trọng hơn, như tai biến mạch máu não, cũng bị xem là trúng gió dẫn đến điều trị không thích hợp và kịp thời.
Chữ "phong" còn được dùng trong nhiều tên gọi bệnh như thống phong (bệnh Gout), phong sang hay phong ngứa (dị ứng), phong đòn gánh (uốn ván), phong cùi, phong thấp (đổ mồ hôi tay chân nhiều)...